# Eleonora Peroncini
Eleonora Peroncini née le 15 mars 1985, est une triathlète italienne, championne du monde de cross triathlon et de cross duathlon.

## Palmarès
Le tableau présente les résultats les plus significatifs (podium) obtenus sur le circuit national et international de triathlon cross depuis 2017.
| Année | Compétition                              | Pays     | Position          | Temps           |
| ----- | ---------------------------------------- | -------- | ----------------- | --------------- |
| 2022  | Championnats du monde de duathlon cross  | Roumanie | Médaille d'or     | 2 h 19 min 5 s  |
| 2019  | Championnats du monde de triathlon cross | Espagne  | Médaille d'or     | 2 h 10 min 17 s |
| 2019  | Championnats d'Europe de triathlon cross | Roumanie | Médaille d'argent | 2 h 3 min 35 s  |
| 2019  | Xterra Portugal                          | Portugal | Médaille d'or     | 3 h 17 min 14 s |
| 2018  | Championnats d'Italie de triathlon cross | Italie   | Médaille d'or     | 1 h 58 min 49 s |
| 2017  | Championnats d'Italie de triathlon cross | Italie   | Médaille d'or     | Timing          |